# Alfred Hugo Heisig
Alfred Hugo Heisig (ur. 1907, zm. ?) – zbrodniarz hitlerowski, członek załogi niemieckiego obozu koncentracyjnego Mauthausen-Gusen i SS-Unterscharführer.
Urodził się w Neesen (Westfalia), z zawodu był kominiarzem. 5 listopada 1939 został wcielony do Waffen-SS i skierowany na przeszkolenie wraz z 7 Regimentem SS do Lodhéřov w Czechosłowacji. Następnie pełnił służbę w Austrii (w Ebelsbergu koło Linzu oraz w Wiedniu). W 15 maja 1940 Heisig został skierowany do 3 kompanii wartowniczej w obozie Gusen I i pełnił tam służbę strażniczą do sierpnia 1943. Następnie sprawował także stanowiska Blockführera oraz kierownika komand więźniarskich w kamieniołomach i fabryce zbrojeniowej w Steyr.
Brał udział w tzw. Totbadeaktionen i znęcał się nad więźniami. Heisig został skazany w procesie załogi Mauthausen-Gusen (US vs. Erich Schuettauf i inni) na dożywocie przez amerykański Trybunał Wojskowy w Dachau. Karę w akcie łaski obniżono do 25 lat pozbawienia wolności.